# Tillandsia krystofii
Tillandsia krystofii är en gräsväxtart som beskrevs av Josef Jakob Halda och Hertus. Tillandsia krystofii ingår i släktet Tillandsia och familjen Bromeliaceae. Inga underarter finns listade i Catalogue of Life.